# حسن أباد (أسكو)
حسن أباد هي قرية في مقاطعة أسكو، إيران. عدد سكان هذه القرية هو 105 في سنة 2006.